# 松江南京站
25°03′07″N 121°31′59″E / 25.052003°N 121.533042°E
松江南京站位於台灣台北市中山區，為台北捷運中和新蘆線（新莊線）與松山新店線（松山線）交會的捷運車站。本站亦是中和新蘆線沿線運量最高的車站。

## 車站概要
車站位於松江路與南京東路口，為台北捷運以交叉路口命名之唯一東西向道路不在前端之特例，中和新蘆線車站位於松江路下方，松山新店線車站位於南京東路下方。車站編號方面，中和新蘆線為O08，松山新店線為G15。
本站為臺北捷運首座島式側式月台並存的全地下十字交岔節點轉乘站（無須至大廳即可進行月台間上下樓轉乘:4-23，同高雄捷運美麗島站），轉乘距離之近僅次於跨月台轉車站，B1穿堂層分為東西兩側進站付費大區，但東側大區因出入口連通狀況被切分成南北兩個獨立進站付費區，分別抵達松山新店線兩側月台，並於中和新蘆線島式月台才相通。也因此旅客在東側搭乘松山新店線前須遵循行車方向選擇月台動線搭車；而西側大區則跟一般進站付費區一樣有連通南北兩側月台。
由於本站是台灣捷運路網中，第二個有島式與側式並存的地下捷運車站，在松山線通車前，曾有一段時間先行開放供民眾參觀並熟悉動向（列車不提供載客）。松山線車站通車後，中和新蘆線列車抵達本站時，除廣播轉乘資訊以外，會以車內廣播提醒旅客「依轉乘指標前往正確月台搭車」以避免走錯月台。
除了前述進站動線外，中和新蘆線島式月台層位於北端（蘆洲／迴龍方向第一節車廂）的電扶梯可抵達往新店方向的月台，南端（南勢角方向第一節車廂）可抵達松山方向月台，地上也有醒目的方向提示與「在終點站標示上畫上禁止符號」，是北捷第一個採用該類型標誌的車站。

## 車站構造
本站為地下交會車站，設有8座出入口。

### 車站樓層
| 地面               | 出入口                                         | 出入口                                        |
| 地下 一樓          | 穿堂層                                         | 車站大廳、詢問處、自動售票機、驗票閘門        |
| 地下 一樓          | 穿堂層                                         | 洗手間                                        |
| 地下 二樓          |                                                |                                               |
| 通道層             | 電扶梯、階梯往穿堂層及綠線月台                 |                                               |
|                    |                                                |                                               |
| 側式月台，右側開門 |                                                |                                               |
| 三月台             | ← 松山新店線 往松山方向（G16 南京復興站）      |                                               |
| 四月台             | 松山新店線 往新店／台電大樓方向（G14 中山站）→ |                                               |
| 側式月台，右側開門 |                                                |                                               |
| 地下 三樓          | 轉換層                                         | 電扶梯、階梯往穿堂層及橘線月台                |
| 地下 四樓          | 一月台                                         | ← 中和新蘆線 往迴龍／蘆洲方向（O09 行天宮站） |
| 地下 四樓          | 島式月台，左側開門                             |                                               |
| 地下 四樓          | 二月台                                         | 中和新蘆線 往南勢角方向（O07 忠孝新生站）→    |

### 車站出口
松江路：出口7、8位於車站北端，出口2、3、4位於車站南端，無障礙電梯位於出口2和出口8。
南京東路：出口1位於車站西側，出口5、6位於車站東側，無障礙電梯位於出口1。
其中出口1、2、3和出口8與聯合開發大樓共構。
| 出入口                          | 圖片                                                                              | 位置                                  |
| ------------------------------- | --------------------------------------------------------------------------------- | ------------------------------------- |
| 出入口1 · 設有電梯 · 設有手扶梯 |                                                                                   | 一江街                                |
| 出入口2 · 設有電梯 · 設有手扶梯 |                                                                                   | 長安國中小学                          |
| 出入口3 · 設有手扶梯            |                                                                                   | 長安國中小学                          |
| 出入口4 · 設有手扶梯            |                                                                                   | 伊通公園                              |
| 出入口5                         |                                                                                   | 南京東路二段（靠近南京東路二段138巷） |
| 出入口6                         |                                                                                   | 南京東路二段（靠近南京東路二段115巷） |
| 出入口7 · 設有手扶梯            | 台北捷運橘線松江南京站7號出口旁為臺北市公共自行車租賃系統 捷運松江南京站(7號出口) | 四平陽光商圈、市立大同高中            |
| 出入口8 · 設有電梯 · 設有手扶梯 |                                                                                   | 松江路                                |
| 註： 設有電梯 \| 設有手扶梯     |                                                                                   |                                       |

## 歷史
- 2003年6月1日：開工。[4]
- 2010年11月3日：新莊線松江南京站（地下4樓）隨著自新莊線「大橋頭－忠孝新生」與蘆洲線「蘆洲－大橋頭」段正式通車而啟用[5]（p. 230）。松山線月台及出口1、5、6仍不開放。
- 2012年1月5日：新莊線新北市段「輔大－大橋頭」正式通車，新增「輔大－忠孝新生」營運模式[5]（p. 230）。
- 2014年6月12日：松山線系統穩定性測試開始。
- 2014年8月3日：松山線系統穩定性測試結束。
- 2014年10月5日：松山線車站隨著松山線進行初勘。
- 2014年10月31日：松山線車站隨著松山線進行履勘。
- 2014年11月8日：本站於當日早上10時起至通車典禮前，松山新店線區域開放民眾參觀熟悉動線，惟月台不提供載客。
- 2014年11月15日：松山線松江南京站（地下2樓）及出口1、5、6隨著松山線正式通車而啟用[5]（p. 230）[6]。
- 2023年6月22日：本站出口2為配合聯開共構大樓工程於即日起暫時封閉，預計於2023年8月重新開放。[7]

## 利用狀況
根據2024年12月資料，本站每日旅運量約為75,649，在台北捷運各站中排行第10名。
| 年   | 年間       | 年間       | 年間       | 年間  | 單日平均 | 單日平均 |
| 年   | 上車       | 下車       | 上下車計   | 來源  | 上車     | 上下車   |
| ---- | ---------- | ---------- | ---------- | ----- | -------- | -------- |
| 2010 | 674,050    | 683,347    | 1,357,397  | [ 8 ] | 11,425   | 23,007   |
| 2011 | 4,436,515  | 4,756,924  | 9,193,439  | [ 8 ] | 12,155   | 25,188   |
| 2012 | 6,575,737  | 7,134,885  | 13,710,622 | [ 8 ] | 17,966   | 37,461   |
| 2013 | 9,025,318  | 9,798,254  | 18,823,572 | [ 8 ] | 24,727   | 51,571   |
| 2014 | 10,270,006 | 11,073,960 | 21,343,966 | [ 8 ] | 28,137   | 58,477   |
| 2015 | 11,065,550 | 11,608,206 | 22,673,756 | [ 8 ] | 30,317   | 62,120   |
| 2016 | 11,630,545 | 12,177,111 | 23,807,656 | [ 8 ] | 31,777   | 65,048   |
| 2017 | 11,879,399 | 12,440,191 | 24,319,590 | [ 8 ] | 32,546   | 66,629   |
| 2018 | 12,177,961 | 12,712,462 | 24,890,423 | [ 8 ] | 33,364   | 68,193   |

## 車站周邊
| | |
| - 首都大飯店 - 六福客棧（位於本站與行天宮站間） - 長榮桂冠酒店（北） - 四平街商圈 - 國賓長春戲院 - 松江詩園 - 朱厝崙公園 - 松江公園 - 兆豐國際商業銀行總行 - 法務部行政執行署臺北分署 - 伊通公園 - 臺北市立大同高級中學 | - 臺北市立中山女子高級中學 - 臺北市立長安國民中學 - 臺北市中山區長安國民小學 - 臺北市中山區長春國民小學 - 一江公園 - 吉林國小 - 文水藝文中心 - 臺北市公共自行車租賃系統 - 捷運松江南京站（4號出口） - 捷運松江南京站（7號出口） - 捷運松江南京站（8號出口） |

## 公車資訊
除捷運站外，車站周邊有「捷運松江南京站」公車站牌，有多條公車路線行經。
| 編號         | 經營業者            | 區間                         | 備註                               | 路線圖 |
| ------------ | ------------------- | ---------------------------- | ---------------------------------- | ------ |
| 5            | 大都會客運          | 中和－行天宮                 |                                    |        |
| 12           | 大都會客運          | 東園－民生社區               |                                    |        |
| 41           | 大都會客運          | 北投士林科技園區－捷運大安站 |                                    |        |
| 46           | 大都會客運          | 松德－圓環                   |                                    |        |
| 49           | 大都會客運          | 建國北路－東園               |                                    |        |
| 72           | 光華巴士            | 大直－捷運麟光站             |                                    |        |
| 109          | 大都會客運          | 萬芳社區－陽明山第二停車場   | 例假日行駛。                       |        |
| 203          | 中興巴士、光華巴士  | 天母－汐止社后               |                                    |        |
| 214          | 中興巴士            | 中和－內湖                   | 不進松山機場公車候車月台。         |        |
| 214直        | 中興巴士            | 中和－松山機場               |                                    |        |
| 222          | 大都會客運          | 內湖－衡陽路                 |                                    |        |
| 226          | 首都客運            | 三重－吳興街                 |                                    |        |
| 254          | 欣欣客運            | 大鵬新城－民生社區           |                                    |        |
| 279          | 光華巴士、中興巴士  | 天母－東湖                   |                                    |        |
| 280          | 中興巴士            | 天母－公館                   |                                    |        |
| 280直        | 中興巴士            | 天母－公館                   | 行經新生高架道路 例假日停駛。      |        |
| 282          | 指南客運            | 動物園－圓環                 |                                    |        |
| 288          | 大南汽車            | 兒童新樂園－吳興街           | 原288區間車                        |        |
| 292          | 首都客運            | 二重－捷運麟光站             | 返程行經世貿中心。                 |        |
| 292副        | 首都客運            | 二重－捷運麟光站             | 返程行經通化街。                   |        |
| 306          | 三重客運 大都會客運 | 蘆洲－凌雲五村 舊莊－蘆洲    |                                    |        |
| 306 區間     | 大都會客運          | 舊莊－台北橋                 |                                    |        |
| 307          | 臺北客運、首都客運  | 撫遠街－板橋                 |                                    |        |
| 307西藏路    | 臺北客運、首都客運  | 撫遠街－板橋                 |                                    |        |
| 505          | 大都會客運          | 撫遠街－景美                 |                                    |        |
| 605快        | 中興巴士            | 汐止－台北車站               |                                    |        |
| 643          | 新店客運            | 錦繡－復興北村               | 返程行經捷運中山國中站、民生東路。 |        |
| 652          | 大都會客運          | 新莊高中－內湖               |                                    |        |
| 668          | 中興巴士            | 汐止－公館                   | 行經松山車站。                     |        |
| 675          | 中興巴士            | 汐止－公館                   | 行經環東大道、南京東路。           |        |
| 676          | 指南客運            | 動物園－行天宮               |                                    |        |
| 680          | 光華巴士            | 天母－麟光                   |                                    |        |
| 711          | 中興巴士            | 汐止－圓環                   |                                    |        |
| 松江新生幹線 | 新店客運            | 青潭－復興北村               | 返程行經民權東路。 原642           |        |
| 承德幹線     | 大南汽車            | 新北投－捷運市政府站         | 原266                              |        |
| 南京幹線     | 首都客運            | 南港高工－圓環               | 原棕9                              |        |
| 紅25         | 首都客運            | 南港－捷運中山站             |                                    |        |
| 1802         | 國光客運            | 基隆－三重                   | 屬於國道客運。                     |        |
| 1803         | 國光客運            | 基隆－中壢                   | 屬於國道客運。                     |        |
| 1815         | 國光客運            | 台北－金山青年活動中心       | 屬於國道客運。                     |        |

## 腳註

### 來源資料
1. 1 2  陳昭堯、鍾敦沛、王清湑、呂千慈、吳雅惠、陳志豪、吳宜萱、陳譽仁、張舜淵、楊幼文、王劭暐、呂怡青.  (PDF). 交通部運輸研究所 . 2022-03  [2025-04-02]. （原始内容 (PDF)存档于2025-04-02）.
2. ↑   (新闻稿). 台北捷運. 2016-04-11  [2016-04-11]. （原始内容存档于2016-04-11） （中文（臺灣））.
3. 1 2  . 臺北大眾捷運股份有限公司. 2021-01-15.
4. ↑  文/劉振忠 圖/劉振忠 何春桃 英譯/常輝庭.車站系列報導 新莊線松江南京站.捷運報導第204期（页面存档备份，存于）
5. 1 2 3  徐榮崇. . 臺北市文獻委員會. 2015年12月  [2020-01-05]. ISBN 9789860469875. （原始内容存档于2020-12-07）. 國家圖書館
6. ↑  戴雅真.捷運松山線 103年底通車 （页面存档备份，存于）.中央社.2013-10-23
7. ↑  配合捷運松江南京站共構大樓施工 6月22日起封閉松江南京站2號出入口及電梯 https://www.metro.taipei/News_Content.aspx?n=30CCEFD2A45592BF&sms=72544237BBE4C5F6&s=35714DF54FA316AA （页面存档备份，存于）
8. ↑  臺北捷運公司. . 臺北市統計資料庫查詢系統. 2019-02-26  [2019-08-10]. （原始内容存档于2020-11-28）.

## 外部連結
- 臺北大眾捷運股份有限公司 （页面存档备份，存于）
- 臺北市政府捷運工程局 （页面存档备份，存于）
- 松江南京站位置圖（台北捷運公司） （页面存档备份，存于）
- 松江南京站車站剖面相關位置圖（台北捷運公司） （页面存档备份，存于）
- 臺北市商業處-商圈介紹-四平陽光(商圈) （页面存档备份，存于）